# La Peau douce
La Peau douce is een Franse dramafilm uit 1964 onder regie van François Truffaut.

## Verhaal
Alles gaat goed met Pierre Lachenay. Hij is een succesvol schrijver en redacteur van een literair tijdschrift. Hij is een kenner van Honoré de Balzac en heeft een boek over de schrijver gepubliceerd. Ook de rest van zijn leven is op orde. Hij heeft een vrouw en kind en een mooi appartement in Parijs. Lachenay vliegt naar Lissabon om een lezing over Balzac te houden en maakt kennis met de mooie stewardess Nicole. Hij blijft Nicole ontmoeten en al snel heeft Lachenay een verhouding met haar. De altijd zo opgeruimde en aardige Lachenay raakt nu verstrikt in een wereld van leugens en bedrog. Hij wil er een weekend tussenuit met zijn nieuwe geliefde en probeert hiervoor een goed excuus te bedenken. Als hij wordt uitgenodigd om op te treden als eregast en spreker bij de première van een film in een plaats ver buiten Parijs ziet hij gelijk mogelijkheden. Hij seint Nicole in en zegt dat hij zo snel mogelijk zal wegglippen uit de feestelijkheden. Lachenay wordt echter voortdurend meegevoerd, van een cocktailparty naar een diner, en naar de bioscoop waar hij een inleiding moet houden. Nicole ziet met stijgende woede aan dat ze volkomen genegeerd wordt. Uiteindelijk weet Lachenay met Nicole weg te komen en brengen ze nacht door in een motel. Zijn vrouw komt er echter achter dat Lachenay niet in het hotel heeft gelogeerd dat hij had opgegeven. Ze vermoedt overspel en Lachenay ziet zijn wereld in elkaar storten. Hij besluit voor Nicole te kiezen en zijn vrouw te verlaten. Als hij later in een café zit te lunchen komt zijn vrouw langs. Ze haalt een geweer onder haar jas vandaan en schiet Lachenay dood.

## Rolverdeling
| Acteur            | Personage                  |
| ----------------- | -------------------------- |
| Jean Desailly     | Pierre Lachenay            |
| Françoise Dorléac | Nicole                     |
| Nelly Benedetti   | Franca Lachenay            |
| Daniel Ceccaldi   | Clément                    |
| Laurence Badie    | Ingrid                     |
| Philippe Dumat    | Bioscoopdirecteur in Reims |
| Sabine Haudepin   | Sabine Lachenay            |

## Achtergrond

### Thema's
Met “La Peau douce” (de zachte huid) verkent Truffaut weer de grenzen van de liefde. Net als in zijn andere films is liefde niet zonder een prijs te verkrijgen. Het is alsof Truffaut zijn personages straft voor het plezier en genot. Als je ontrouw bent, dan volgt de straf. In La Femme d'à côté is de echo van “La Peau douce” te horen. Ook in die film is dood de straf voor de zonde. Zelfs in films als Jules et Jim die wat luchthartiger van karakter zijn, is dit donkere element aanwezig. Liefde is niet een pad vol rozen, maar een onneembare berg vol gevaarlijke spleten. Het is ongelukkig voor Lachenay dat hij wordt doodgeschoten op het moment dat hij schoon schip maakt. Hij heeft gekozen voor Nicole en zijn ontrouw en leugens behoren tot het verleden. Hij had alleen vergeten dat liefde van twee kanten komt. Zijn vrouw houdt nog van hem en als haar liefde onbereikbaar is geworden trekt ze haar conclusies.

### Productie
Critici beschouwen de film als een van de sterkste Truffautfilms. Het publiek liet het echter afweten in 1964. Men was gewend geraakt aan films aan meer luchtige Truffautfilms als Jules et Jim en men moest niets weten van het donkere drama dat in “La Peau douce” wordt opgevoerd. De film flopte en hoofdrolspeler Jean Desailly verweet Truffaut later dat de film zijn carrière heeft gebroken. Actrice Françoise Dorléac, de oudere zuster van Catherine Deneuve was in 1964 een van de grote beloftes van de Franse cinema. Zij kwam echter in 1967 bij een auto-ongeluk om het leven.

## Prijzen en nominaties
- In 1964 werd La Peau douce genomineerd voor een gouden palm op het filmfestival van Cannes
- In 1965 won de film de Bodil-prijs voor beste Europese film